# Бульон
Бульонът (от френски: bouillon) представлява течност, получена при варенето на хранителни продукти във вода. Характеризира се с определени органолептични и физикохимични свойства, зависещи от веществата, преминали от продуктите във водата. Обикновено за приготвяне на бульони се използват по-малоценни и неподходящи за непосредствена консумация хранителни продукти, като кости, сухожилия, рибни и гъбни хранителни отпадъци, зеленчуци, плодове и др. В някои случаи се варят и пълноценни продукти, като месо, птици, риба и др. Наименованието на бульона се определя от продуктите, които се варят в него. Той може да бъде костен, зеленчуков, гъбен и т.н.
При приготвяне на бульон от продуктите във водата преминават различни разтворими вещества, които формират технологичните му свойства. По такъв начин във водата преминават разтворими белтъчини, екстрактни и минерални вещества, глутин и витамини.
Екстрактните вещества са азотни и безазотни. Преобладаващата част от азотните екстрактни вещества обикновено е представена от свободните аминокиселини. От тях най-важна роля играе глутаминовата киселина, която даже в сравнително малка концентрация придава на бульона специфичен „месен“ вкус. Към безазотните екстрактни вещества се отнасят гликоген, захари, киселини, които със специфичните си вкусови свойства влияят върху качеството на бульона.
Качественият състав на екстрактните вещества на говеждото, овчето и свинското месо е почти еднакъв. Различия има само в количеството на отделните вещества, съотношението между които определя специфичните свойства на всеки бульон.
Минералните вещества в бульоните са представени от K, Na, Са, Mg, Fе, Р, С1, SO4.
Глутинът се получава в резултат на разпадане на колагена при варенето на продуктите. Той играе ролята на желеобразувател и придава плътност на бульона, която го отличава от леките зеленчукови бульони. При охлаждане на бульон с определена концентрация глутин се образува желирана маса. За да се получи тя при стайна температура, съдържанието на глутин в бульона трябва да бъде не по-малко от 1 %.
Върху извличането на разтворими вещества във водата и формирането на бульона оказват влияние големината, свойствата и термичното състояние на месото, режимът на варене и пр. Така от месо от по-стари животни се получава по-качествен бульон, а също бульон, приготвен от бедрената част на говеждия труп, притежава по-високи органолептични свойства, отколкото от гръдната част.
Според вида на основния продукт бульоните биват месни, месо-костни, рибни, птичи, зеленчукови, гъбни. Според съдържанието на сухи вещества те се разделят на нормални и концентрирани.
- Месен бульон. Приготвя се от месо, съдържащо повече съединителна тъкан. Подобрява се с прибавяне на лук, моркови, магданозени корени, целина, черен пипер.
- Костен бульон. Най-доброкачествен бульон се получава при варене на 65 % плоски говежди и 35 % тръбни (захарни) кости.

В кулинарната практика се приготвят два вида костен бульон; светъл и тъмен. Светлият бульон се приготвя от натурални, а тъмният – от леко запечени на фурна кости и ароматични корени.
- Месо-костен бульон. Приготвя се от кости и месо от по-стари животни. Най-напред се варят костите, а 2-З h преди окончателното сваряване на бульона се прибавя и месото.
- Бульон от птици. Приготвя се от по-стари птици (петли, кокошки, пуйки).
- Бульон от риба. За приготвянето му се използват предимно глави, кости, кожа и опашки, а по-рядко и рибено месо.
- Бульон от зеленчуци. Получава се от ароматични корени – моркови, целина, пащърнак, магданоз, с прибавка на картофи, зеле, грах, зелен фасул, домати. Продуктите се поставят последователно според необходимото време за сваряване.
- Бульон от гъби. Приготвя се от пресни или сушени гъби с ароматични корени и подправки.

Готовите бульони се съхраняват до поднасянето им на водна баня.
Бульоните оказват тонизиращо действие на организма, подсилват секрецията на храносмилателните жлези и по такъв начин спомагат за по-доброто усвояване на храната.